# Radar de alerta precoce

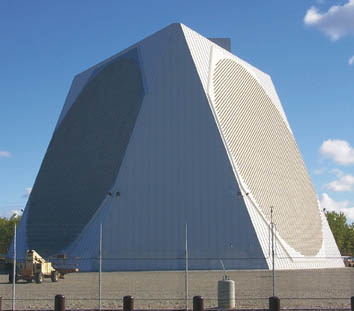
Radar de alerta precoce PAVE PAWS, Alasca

Um radar de alerta antecipado (em inglês: early-warning radar ou EW radar) é qualquer sistema de radar usado principalmente para a deteção de longo alcance dos seus alvos, ou seja, permitindo que as defesas sejam alertadas o mais cedo possível antes que o intruso alcance o seu alvo, dando às defesas aéreas o máximo de tempo para operar. Isto contrasta com os sistemas usados principalmente para rastreamento ou posicionamento de armas, que tendem a oferecer alcances mais curtos, mas com precisão muito maior.
Os radares EW tendem a compartilhar uma série de características de design que melhoram o seu desempenho na sua função. Por exemplo, o radar EW normalmente opera em frequências mais baixas e, portanto, em comprimentos de onda mais longos do que outros tipos. Isto reduz muito a sua interação com a chuva e neve no ar e, portanto, melhora o seu desempenho na função de longo alcance, onde a sua área de cobertura frequentemente incluirá precipitação. Isto também tem o efeito colateral de diminuir a sua resolução ótica, mas isto não é importante nesta função. Da mesma forma, os radares EW geralmente usam frequência de repetição de impulso muito menor para maximizar o seu alcance, ao custo da intensidade do sinal, e compensam isto com larguras de impulso longas, o que aumenta o sinal ao custo de diminuir a resolução do alcance.[carece de fontes?]
O radar EW canónico é o sistema British Chain Home, que entrou em serviço em tempo integral em 1938. Ele usava uma repetição de pulso muito baixa de 25 pps e transmissões muito potentes (para a época) atingindo 1MW em atualizações do final da guerra. O Freya alemão e o CXAM (Marinha) e o SCR-270 (Exército) dos EUA eram semelhantes. Os modelos do pós-guerra migraram para o alcance de micro-ondas em modelos cada vez mais potentes que atingiram a faixa de 50 de MW na década de 1960. Desde então, as melhorias na eletrónica do recetor reduziram muito a quantidade de sinal necessária para produzir uma imagem precisa e, em exemplos modernos, a potência transmitida é muito menor; o AN/FPS-117 oferece 250 nautical miles (460 km; 290 mi) com 25 kW. Os radares EW também são altamente suscetíveis ao bloqueio de radar e frequentemente incluem sistemas avançados de salto de frequência para reduzir este problema.[carece de fontes?]

## História
Os primeiros radares de alerta precoce foram o britânico Chain Home, o alemão Freya, o americano CXAM (Marinha) e SCR-270 (Exército), e o soviético RUS-2. Pelos padrões modernos, estes tinham um alcance bastante curto, tipicamente entre 100 to 150 miles (160 to 240 km). Esta distância "curta" é um efeito colateral da propagação de rádio nos comprimentos de onda longos utilizados na época, geralmente limitados à linha de visão. Embora técnicas de propagação de longo alcance fossem conhecidas e amplamente utilizadas para rádio de ondas curtas, a capacidade de processar o complexo sinal de retorno simplesmente não era possível na época.[carece de fontes?]

### Guerra fria
Para combater a ameaça dos bombardeiros soviéticos sobrevoando o Ártico, os EUA e o Canadá desenvolveram a Linha DEW. Outros exemplos (Linha Pinetree ) foram construídos desde então com desempenho ainda melhor. Um projeto alternativo de alerta antecipado foi a Linha Mid-Canada, que fornecia indicação de "quebra de linha" no centro do Canadá, sem nenhuma possibilidade de identificar a localização exata do alvo ou a direção de deslocamento. A partir da década de 1950, vários radares além do horizonte foram desenvolvidos, ampliando significativamente os alcances de deteção, geralmente refletindo o sinal na ionosfera.[carece de fontes?]

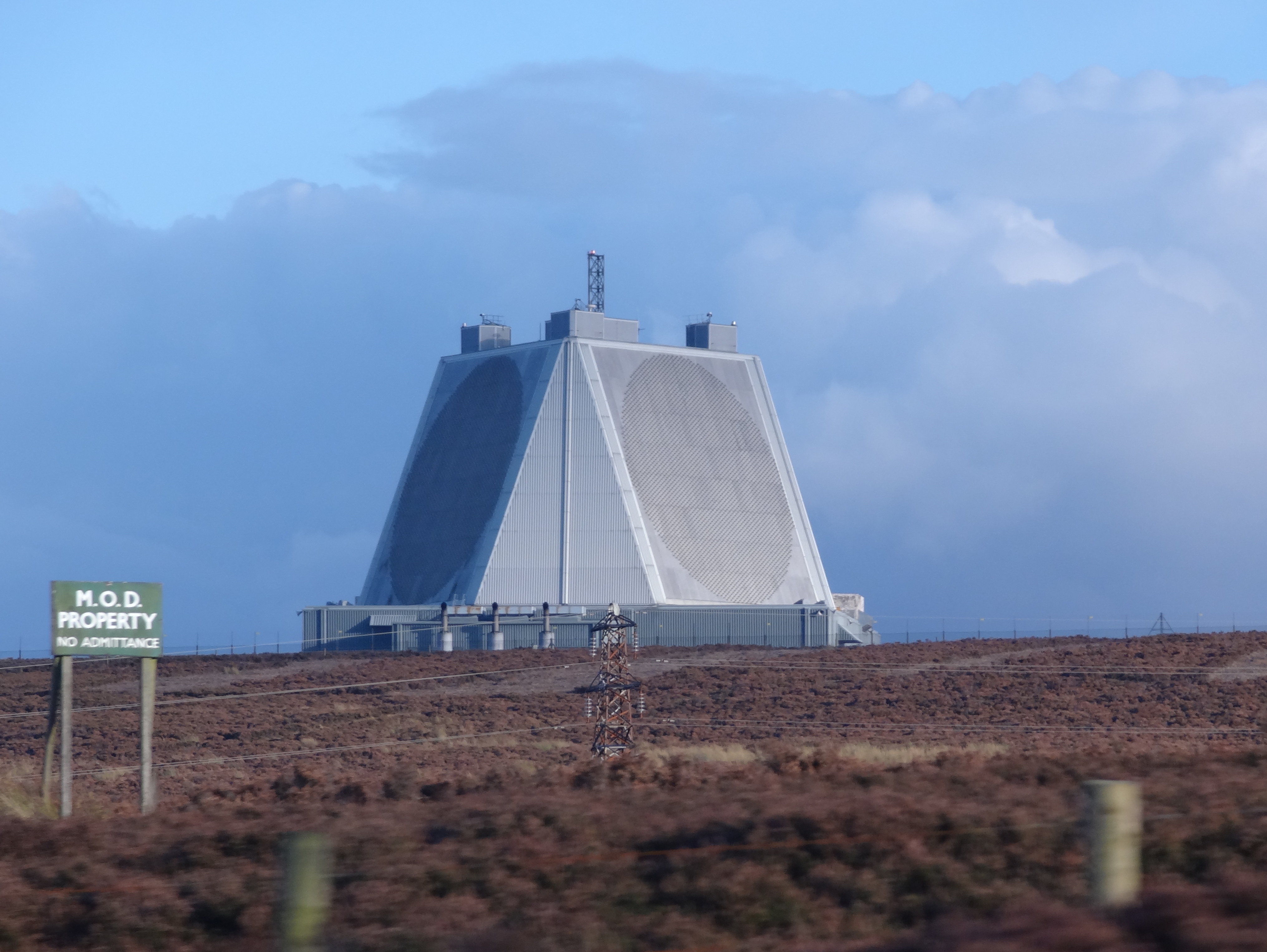
RAF Fylingdales, Sistema de Alerta Antecipado de Mísseis Balísticos Pave Paws, North Yorkshire

### Tempos modernos
Hoje, a função de alerta precoce foi suplantada em grande parte por plataformas de alerta precoce aerotransportadas.  Ao colocar o radar numa aeronave, a linha de visão para o horizonte é bastante estendida. Isto permite que o radar use sinais de alta frequência, oferecendo alta resolução, ao mesmo tempo em que oferece longo alcance. Uma grande exceção a esta regra são os radares destinados a alertar sobre ataques de mísseis balísticos, como o BMEWS, pois a trajetória exoatmosférica de alta altitude dessas armas permite que sejam vistas a grandes distâncias, mesmo por radares baseados em solo.[carece de fontes?]

## Sistemas iniciais
- Chain Home
- Chain Home Low
- SCR-270
- AN/CPS-1
- Radar CXAM
- Radar Freya

## Década de 1950 a 70

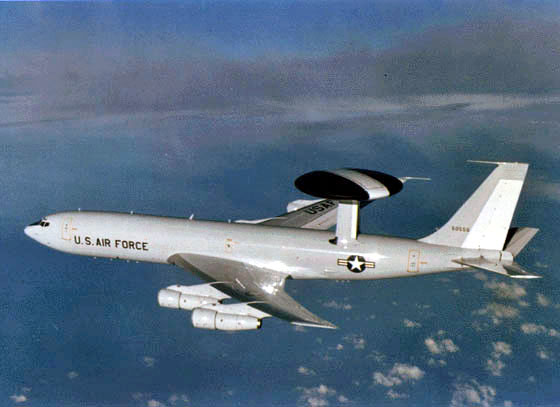
Avião AWACS

- Pinetree Line
- Mid-Canada Line
- Distant Early Warning Line
- Duga radar
- BMEWS
- AMES Type 80
- AMES Type 84
- AMES Type 85
- ROTOR
- Dnestr radar
- Dnepr radar
- Daryal radar
- Linesman/Mediator

## Sistemas operacionais
- AWACS, o sistema aerotransportado dos EUA de radar de vigilância, além de funções de comando e controlo[2][3]
- Radar Daryal, radar de alerta precoce soviético e russo
- Radar Dnestr, radares de alerta precoce soviéticos e russos
- Radar Don-2N, radar de defesa antimísseis russo em Moscovo
- Radar Duga, sistema de radar de alerta antecipado soviético além do horizonte[4]
- Radar Dunay, radar de defesa antimísseis soviético
- GIRAFFE, família sueca de sistemas de radar de alerta precoce
- EL/M-2080 Green Pine, radar israelita de defesa antimísseis terrestre da Elta
- EL/M-2090, sistema de radar israelita de alerta antecipado de longo alcance baseado em solo
- Erieye, sistema aerotransportado sueco de radar de vigilância
- Jindalee, rede australiana de radares além do horizonte
- Radar de Discriminação de Longo Alcance, o sistema de radar dos EUA
- North Warning System, um sistema de radar de alerta antecipado conjunto dos Estados Unidos e do Canadá
- NETRA, aeronave indiana de alerta e controlo aéreo antecipado
- PAVE PAWS, o radar de alerta precoce dos EUA
- RAF Fylingdales, radar de alerta precoce britânico
- Red Color, sistema de radar de alerta precoce israelita
- Radar de banda X baseado no mar, a estação de radar de alerta antecipado baseada no mar dos EUA
- Radar Voronezh, sistema de radar de alerta precoce russo[5]
- ESR-32A, sistema de radar de vigilância aérea e alerta antecipado egípcio
- ASELSAN ALP-300G